# Тодд (округ, Кентукки)
Тодд (англ. Todd County) — округ в штате Кентукки, США. Официально образован в 1820 году. По состоянию на 2010 год, численность населения составляла 12 460 человек.

## География
По данным Бюро переписи США, общая площадь округа равняется 976,431 км2, из которых 968,661 км2 суша и 6,734 км2 или 0,700 % это водоёмы.

## Население
По данным переписи населения 2000 года в округе проживает 11 971 жителей в составе 4 569 домашних хозяйств и 3 367 семей. Плотность населения составляет 12,00 человек на км2. На территории округа насчитывается 5 121 жилых строений, при плотности застройки около 5,40-ти строений на км2. Расовый состав населения: белые — 89,32 %, афроамериканцы — 8,75 %, коренные американцы (индейцы) — 0,15 %, азиаты — 0,17 %, гавайцы — 0,03 %, представители других рас — 0,87 %, представители двух или более рас — 0,71 %. Испаноязычные составляли 1,66 % населения независимо от расы.
В составе 33,50 % из общего числа домашних хозяйств проживают дети в возрасте до 18 лет, 58,70 % домашних хозяйств представляют собой супружеские пары проживающие вместе, 11,60 % домашних хозяйств представляют собой одиноких женщин без супруга, 26,30 % домашних хозяйств не имеют отношения к семьям, 23,00 % домашних хозяйств состоят из одного человека, 11,10 % домашних хозяйств состоят из престарелых (65 лет и старше), проживающих в одиночестве. Средний размер домашнего хозяйства составляет 2,59 человека, и средний размер семьи 3,05 человека.
Возрастной состав округа: 26,60 % моложе 18 лет, 8,70 % от 18 до 24, 28,40 % от 25 до 44, 22,40 % от 45 до 64 и 22,40 % от 65 и старше. Средний возраст жителя округа 36 лет. На каждые 100 женщин приходится 94,80 мужчин. На каждые 100 женщин старше 18 лет приходится 92,70 мужчин.
Средний доход на домохозяйство в округе составлял 29 718 USD, на семью — 36 043 USD. Среднестатистический заработок мужчины был 28 502 USD против 20 340 USD для женщины. Доход на душу населения составлял 15 462 USD. Около 14,70 % семей и 17,20 % общего населения находились ниже черты бедности, в том числе — 21,90 % молодёжи (тех, кому ещё не исполнилось 18 лет) и 22,00 % тех, кому было уже больше 65 лет.